# 諾貝托·波比歐
諾貝托·波比歐（義大利語：Norberto Bobbio，1909年10月18日—2004年1月9日），意大利的法律和政治科学哲学家、政治思想史学家，都灵的日报《La Stampa》定期撰稿人。博比奥是彼耶罗·戈贝蒂、卡洛·罗塞利、吉多·卡洛杰罗和阿尔多·卡皮蒂尼传统上的社会自由主义者。他也受到汉斯·凯尔森和维尔弗雷多·帕累托的强烈影响。